# Фрідріх Вільгельм Курце
Фрідріх Вільгельм Курце (нім. Friedrich Wilhelm Kurze; 5 липня 1891, Штральзунд — 23 грудня 1945, Берлін) — німецький військово-морський діяч, віце-адмірал крігсмаріне (1 березня 1942). Кавалер Німецького хреста в сріблі.

## Біографія
1 квітня 1910 року вступив на флот кадетом. Пройшов підготовку на важкому крейсері «Фрейя» і в військово-морському училищі в Мюрвіку. Учасник Першої світової війни. Служив на лінійних кораблях «Рейнланд» (1 жовтня 1912 — 2 травня 1918) і «Сілезія» (3 травня 1918 — 5 листопада 1918). 6 листопада 1918 року переведений в Імперське морське управління. 24 листопада 1919 року демобілізований, але 9 вересня 1920 року знову вступив на службу у ВМФ. З 26 лютого 1921 року — командир навчального судна «Драхам», з 25 травня 1921 року — вахтовий і 2-й артилерійський офіцер на крейсері «Аркона». 20 січня 1922 року переведений в штаб військово-морської станції «Нордзе». З 20 квітня 1925 року — командир гідрографічного судна «Пантера». З 16 грудня 1926 року — начальник відділу в Морському керівництві. З 24 вересня 1931 року — командир гідрографічного судна «Метеор». 28 вересня 1935 року очолив Відділ (з 31 жовтня 1939 року — управлінська група Командного управління) флоту Морського керівництва (з 1935 року — ОКМ). 12 грудня 1944 року переведений в розпорядження командування ВМС на Балтиці, а 28 лютого 1945 року звільнений у відставку. Взятий в полон радянськими військами. Помер в таборі для військовополонених.

## Вшанування
Альфред Річер назвав на честь Курце гори в Антарктиді.

## Нагороди
- Залізний хрест
  - 2-го класу (10 жовтня 1915)
  - 1-го класу (17 травня 1919)
- Військовий Хрест Фрідріха-Августа (Ольденбург) 2-го класу із застібкою «Перед ворогом» (4 вересня 1916)
- Морський нагрудний знак «За поранення» в чорному (16 серпня 1918)
- Орден Хреста Свободи 3-го класу з мечами (Фінляндія; січень 1919)
- Пам'ятна медаль визвольної війни (Фінляндія; січень 1919)
- Почесний хрест ветерана війни з мечами (24 січня 1935)
- Орден Ісландського сокола, лицарський хрест (7 серпня 1935)
- Медаль «За вислугу років у Вермахті» 4-го, 3-го, 2-го і 1-го класу (25 років; 2 жовтня 1936) — отримав 4 нагороди одночасно.
- Хрест Воєнних заслуг
  - 2-го класу з мечами (30 січня 1941)
  - 1-го класу з мечами (30 січня 1942)
- Німецький хрест в сріблі (12 лютого 1945)